# 埃莉萨·托古特

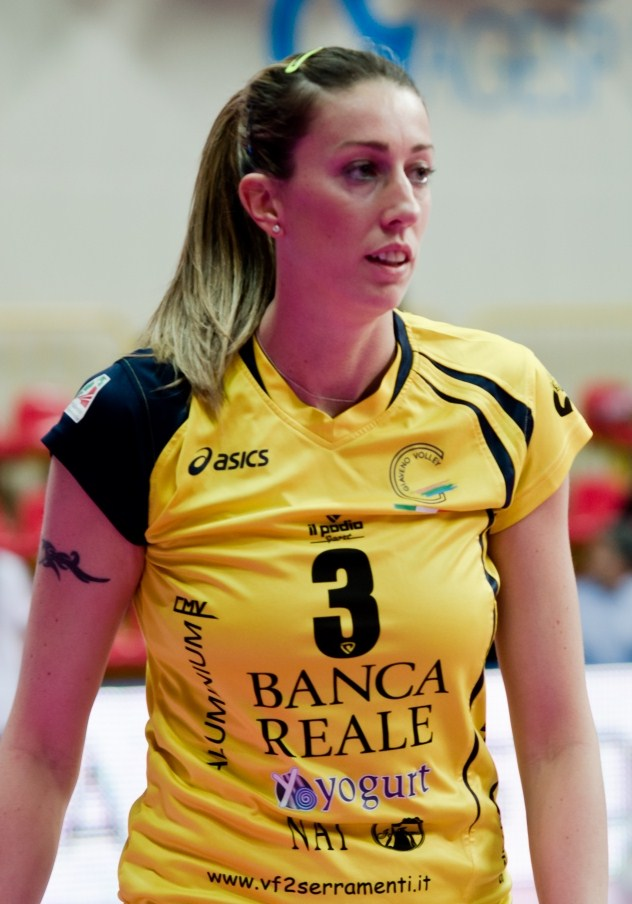
埃莉萨·托古特

埃莉萨·托古特（義大利語：Elisa Togut，1978年5月14日—），意大利排球运动员。她曾代表意大利参加2000年和2004年夏季奥林匹克运动会排球比赛。她也曾在2002年世界女子排球锦标赛上夺得冠军，并获得该届赛事最有价值球员奖。